# سیارک ۱۶۵۲۸
سیارک ۱۶۵۲۸ (به انگلیسی: 16528 Terakado، نامگذاری:1991GV) شانزده هزار و پانصد و بیست و هشتمین سیارک کشف شده‌است که در ۲ آوریل ۱۹۹۱ کشف شد.